# Imaturo (canção)
"Imaturo" é uma canção gravada pelo cantor brasileiro Jão. Foi escrita por Jão com Dan Valbusa, Marcelinho Ferraz e Pedro Dash, sendo produzida pelos dois últimos. "Imaturo" foi lançada como single em 17 de janeiro de 2018, através da Head Media e Universal Music. A canção foi mais tarde incluída na lista de faixas de seu álbum de estreia, Lobos (2018), como a quarta canção do álbum.

## Antecedentes e lançamento
"Imaturo" foi escrita por Jão, Dan Valbusa, Marcelinho Ferraz e Pedro Dash, com Marcelinho Ferraz e Pedro Dash cuidando da produção. Foi gravada e mixada por Marcelinho Ferraz no Head Media, São Paulo. Chris Gehringer masterizou a canção no Sterling Sound em Nova Iorque. Sobre a canção, Jão disse: 
Quando eu terminei de escrever ‘Imaturo’, me senti meio bobo, bem igual a quando eu era criança e precisava contar pra uma pessoa da escola que eu gostava dela. Uns 15 anos depois, percebi que ainda sou assim, que ainda tenho dificuldade pra falar de amor e não sei lidar com coisas que eu sinto. Acho que muita gente vai se identificar, porque todo mundo se pega sendo imaturo, mesmo depois de velho, e eu gosto de acreditar que isso não é um problema. Ela é quase um desabafo pra nossa geração, que está aí levando a vida adulta, mas cheios das mesmas inseguranças da infância.
Jão anunciou "Imaturo" e revelou sua data de lançamento em 11 de janeiro de 2018. A canção foi lançada para download digital e streaming em 17 de janeiro de 2018. Em 25 de maio, Jão lançou um vídeo acústico da canção em sua conta do YouTube. A versão acústica foi incluída no seu primeiro EP, Primeiro Acústico, que foi lançado em 1 de junho. Mais tarde, "Imaturo" foi incluída como a quarta canção na lista de faixas do primeiro álbum de Jão, Lobos, que foi lançado em 17 de agosto.

## Videoclipe
O videoclipe de "Imaturo" foi gravado no início de janeiro de 2018, e foi lançado em 23 de janeiro de 2018. Foi dirigido por Pedro Tófani.

## Apresentações ao vivo
No dia 5 de abril de 2022, Jão tocou a canção como parte do show de abertura da banda estadunidense Maroon 5, no Allianz Parque.

## Créditos e pessoal
Todo o processo de elaboração de "Imaturo" atribui os seguintes créditos:
Gravação
- Gravada e mixada no Head Media (São Paulo, Brasil)
- Masterizada nos Sterling Sound (Nova Iorque, Estados Unidos)

Pessoal
- Jão: vocais, composição
- Dan Valbusa: composição, violão, arranjo
- Marcelinho Ferraz: composição, produção, gravação, mixagem, arranjo
- Pedro Dash: composição, produção, arranjo

## Certificações
| Região                                                        | Certificação | Vendas   |
| ------------------------------------------------------------- | ------------ | -------- |
| Brasil (Pro-Música Brasil)                                    | 3× Platina   | 240.000‡ |
| ‡ vendas+valores de streaming baseados apenas na certificação |              |          |

## Histórico de lançamento
| Região | Data                  | Formato(s)                 | Gravadora            | Ref.  |
| ------ | --------------------- | -------------------------- | -------------------- | ----- |
| Mundo  | 17 de janeiro de 2018 | Download digital streaming | Head Music Universal | [ 5 ] |